# 1996 w sztukach plastycznych
Wydarzenia w sztukach plastycznych i wizualnych w 1996 roku.

## Malarstwo
- Antoni Tàpies

Ciało o druty
- Edward Dwurnik

155 plastyczek polskich, z cyklu "Wyliczanka" – olej na płótnie, 146x146 cm

## Plakat
- Franciszek Starowieyski

plakat do sztuki teatralnej Trzy wysokie kobiety – format B1
plakat do sztuki teatralnej Według Tomasza Manna – format B1

## Fotografia
- Katarzyna Kozyra

Olimpia

## Instalacja
- Zbigniew Libera

Lego. Obóz koncentracyjny
- Andrea Zittel

A-Z Escape Vehicle: Customized by Andrea Zittel – różne materiały, 157, 5x213, 3x101, 6 cm. Kolekcja Museum of Modern Art
- Piotr Uklański

Untitled (Dance Floor) – szkło, aluminiowa konstrukcja podłogi, komputer, diody LED, nagłośnienie. Kolekcja Muzeum Guggenheima w Nowym Jorku

## Wideo
- Oskar Dawicki

Dzień powszedni w czasach Jezusa – VHS, 84 min 33 s, w kolekcji Muzeum Sztuki Nowoczesnej w Warszawie

## Nagrody
- Nagroda im. Jana Cybisa – Erna Rosenstein
- Paszport „Polityki” w kategorii sztuki wizualne – Zofia Kulik[10]
- Nagroda Turnera – Douglas Gordon[11]
- Nagroda Oskara Kokoschki – John Baldessari[12]
- 15. Międzynarodowe Biennale Plakatu[13]

Złoty medal w kategorii plakatów promujących kulturę – Koji Mizutani
Złoty medal w kategorii plakatów ideowych – U.G. Sato
Złoty medal w kategorii plakatów reklamowych – Andrey Logvin
Nagroda specjalna wojewody warszawskiego – Jan Młodożeniec
Nagroda honorowa im. Józefa Mroszczaka – Wiesław Rosocha
- Nagroda Krytyki Artystycznej im. Jerzego Stajudy – Józef Chrobak[14]
- Hugo Boss Prize – Matthew Barney[15]
- World Press Photo – Lucian Perkins[16]

## Zmarli
- 2 stycznia – Siegmund Lympasik, niemiecki malarz i grafik (ur. 1920)
- 6 stycznia – Duane Hanson, amerykański rzeźbiarz (ur. 1925)
- 18 stycznia – Leonor Fini, argentyńska malarka (ur. 1907)
- 24 maja – Marek Rostworowski, polski historyk sztuki (ur. 1921)
- 26 listopada – Paul Rand, amerykański grafik (ur. 1914)
- 29 listopada – Dan Flavin, amerykański artysta (ur. 1933)